# Albany (Califórnia)
Albany é uma cidade localizada no estado americano da Califórnia, no condado de Alameda. Foi incorporada em 22 de setembro de 1908.

## Geografia

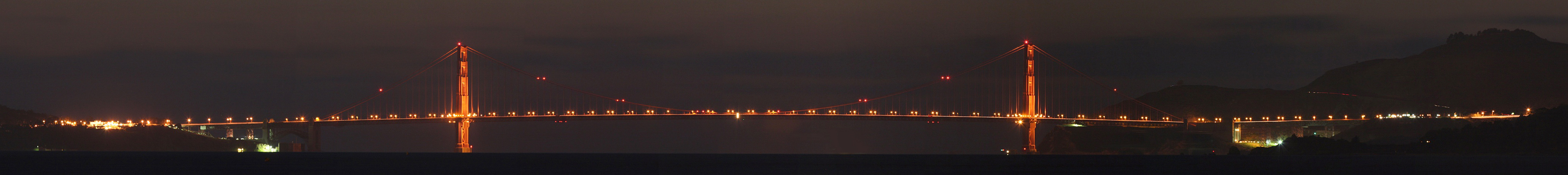
Vista da Ponte Golden Gate a partir de Albany.

De acordo com o United States Census Bureau, a cidade tem uma área de 14,2 km², onde 4,6 km² estão cobertos por terra e 9,5 km² por água.

### Localidades na vizinhança
O diagrama seguinte representa as localidades num raio de 8 km ao redor de Albany. 

## Demografia

### Censo 2010
Segundo o censo nacional de 2010, a sua população é de 18 539 habitantes e sua densidade populacional é de 3 998,85 hab/km². Possui 7 889 residências, que resulta em uma densidade de 1 701,65 residências/km².

### Censo 2000
De acordo com o censo de 2000, a densidade populacional era de 3 734,7 hab/km² entre os 16 444 habitantes, distribuídos da seguinte forma:
- 61,29% caucasianos
- 4,10% afro-americanos
- 0,39% nativo americanos
- 25,09% asiáticos
- 0,13% nativos de ilhas do Pacífico
- 3,17% outros
- 5,83% mestiços
- 7,98% latinos

Existiam 4 269 famílias na cidade, e a quantidade média de pessoas por residência era de 2,34 pessoas.

## Marco histórico
Albany possui apenas uma entrada no Registro Nacional de Lugares Históricos, a Peterson House.